# Белёвский, Иван Иванович
Иван Иванович (умер в 1558) — последний удельный князь Белёвский в 1523—1555 годах, московский голова и воевода, служивший великим князьям московским Василию III Ивановичу и Ивану IV Васильевичу Грозному.
Единственный сын и преемник удельного князя и московского боярина Ивана Васильевича Белёвского. Принадлежал к немногочисленному роду удельных князей Белёвских, владельцев Белёвского княжества, одного из Верховских княжеств.

## Биография
Первый раз упоминается в летописи в 1520 году, когда он был головой в войсках на Угре, затем в следующем году там же. В 1531 году второй воевода в Туле, а при вторжении крымских татар послан к Одоеву. В 1532 году первый воевода сторожевого полка в Козельске, Туле и Сенькине (вероятно, Сенькин перелаз — брод через Оку). В 1533 году он четвёртый воевода в Белёве. В 1533 году второй воевода в Коломне, затем послан первым воеводой сторожевого полка в походе на Литву. Разоряя литовские земли, дошел до Вильно, затем в Лифляндию и вернулся в марте 1536 года в Опочка. В 1536 году ему было приказано быть вторым воеводой левой руки в Коломне, но он там не был, а оставался дома в Белёве. В 1541 году воевода в Белёве и послан в Литву вторым воеводой правой руки. В 1544 году участвовал в походе на Казань, а в 1551 году — в Полоцком походе.
В 1555 году по царскому распоряжению князь Иван Иванович лишен удела, арестован и сослан в Вологду, где его заключили в темницу. Белёвское княжество было присоединено к великокняжеским владениям.
Женат на Анне Петровне Захарьиной, дочери окольничего Петра Яковлевича Захарьина. От брака детей не имели.
Со смертью князя Ивана Ивановича, род белёвских князей прекратился.